# Judge- und Clerkinseln
Die unbewohnten Judge- und Clerkinseln (englisch Judge and Clerk Islets) sind eine Inselkette von 21 kleinen und kleinsten Felseninseln, die sich von Nord nach Süd über eine Länge von rund 1,65 km erstrecken. Die gesamte Landfläche beträgt 2 ha (0,02 km²), Hauptinsel ist Judge Island. Die Inseln liegen etwa 13,9 km nördlich des North Head, der Nordspitze der Macquarieinsel, im südlichen Pazifischen Ozean. Sie gehören wie die Macquarieinsel administrativ zu Tasmanien, Australien. Die Inseln befinden sich im Meeresschutzgebiet des 162.000 km² großen Macquarie Island Commonwealth Marine Reserve und des Macquarie Island Nature Reserve, das sich auf dem Gebiet eines UNESCO-Welterbes befindet, wo sie eine Special Management Area bilden. Die Inseln liegen vergleichsweise entlegen; auf ihnen kommen daher keine eingeschleppten Tierarten vor.